# St.-Vinzentius-Kirche (Harpen)

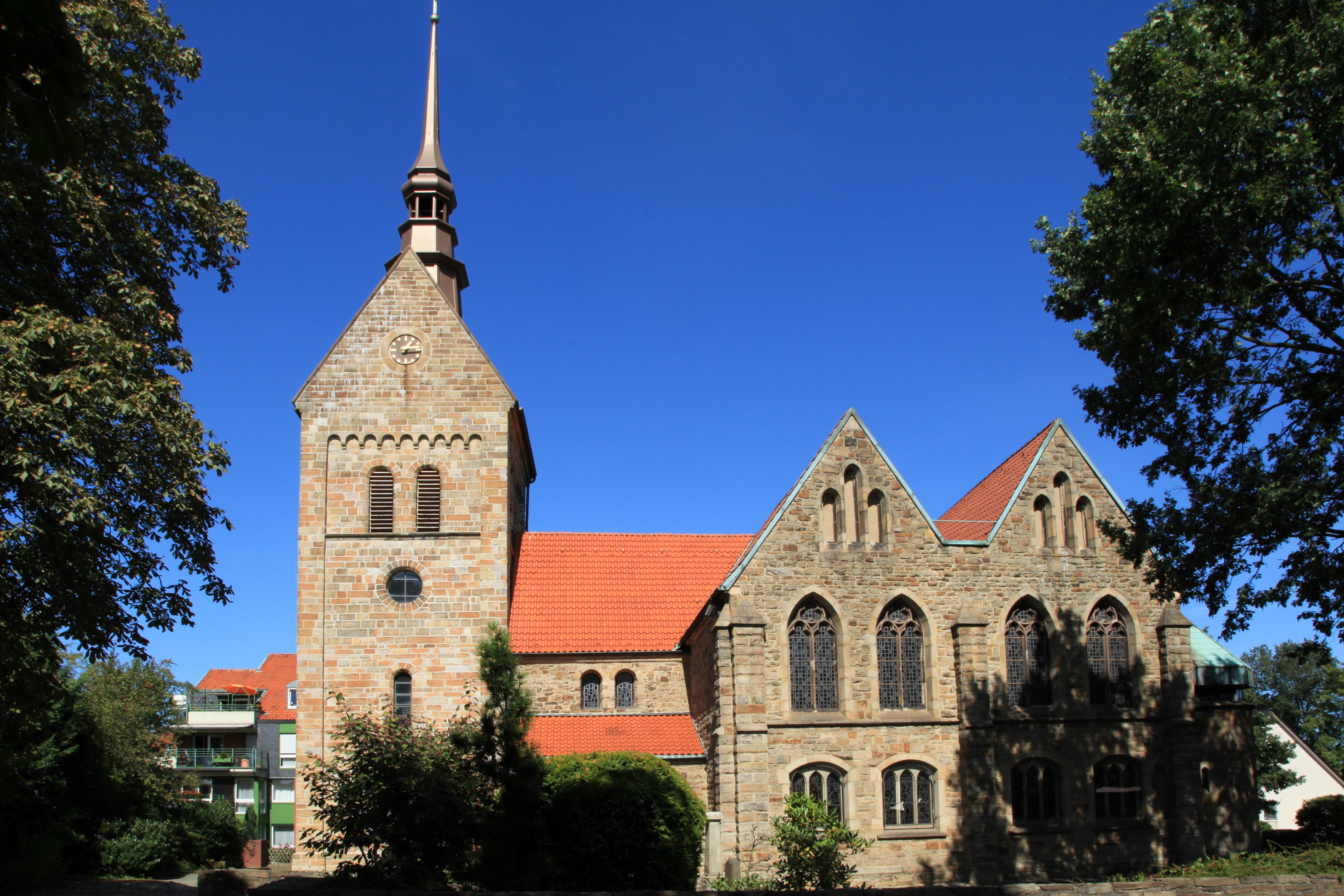
St.-Vinzentius-Kirche

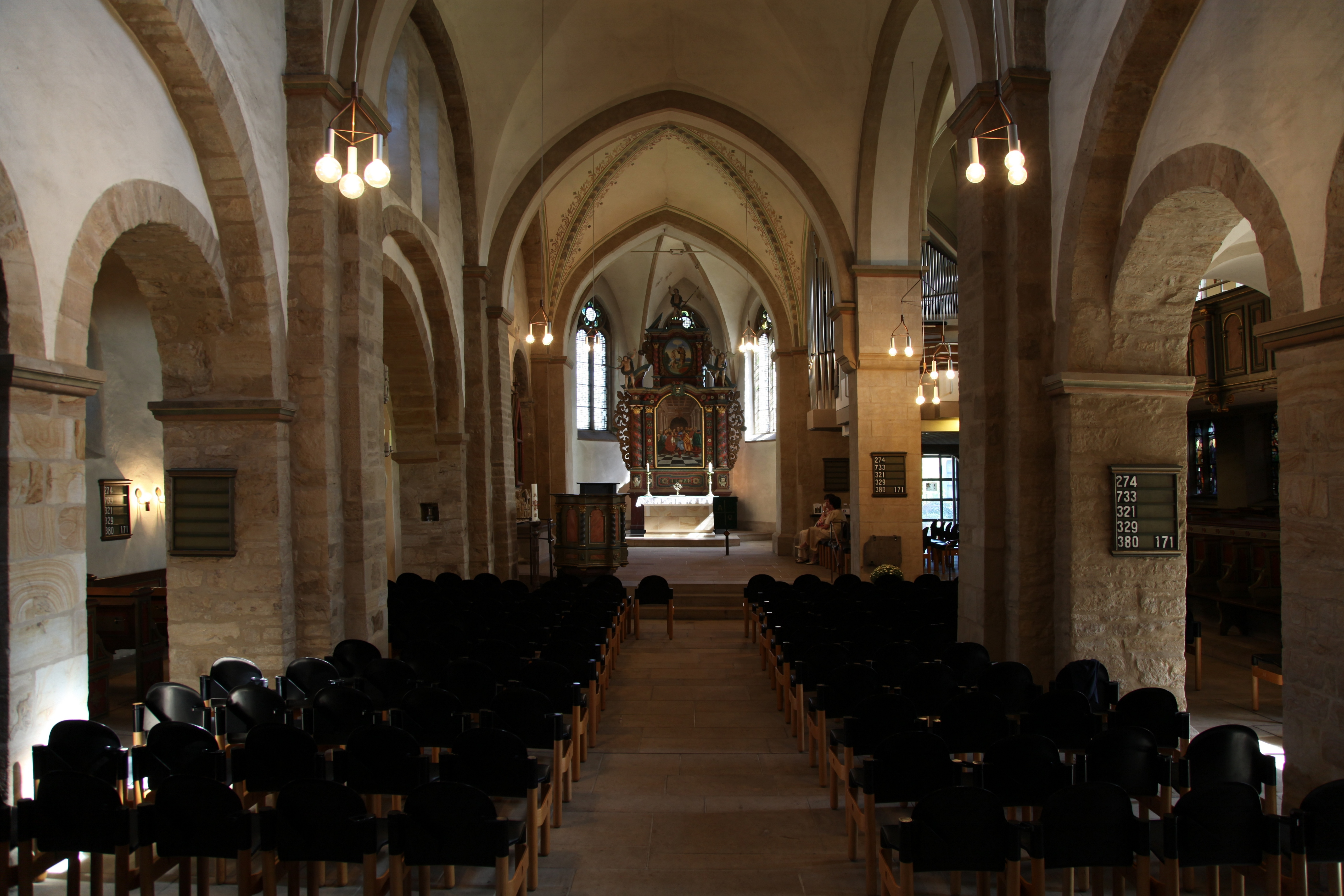
Blick durch das romanische Langhaus zum Chor

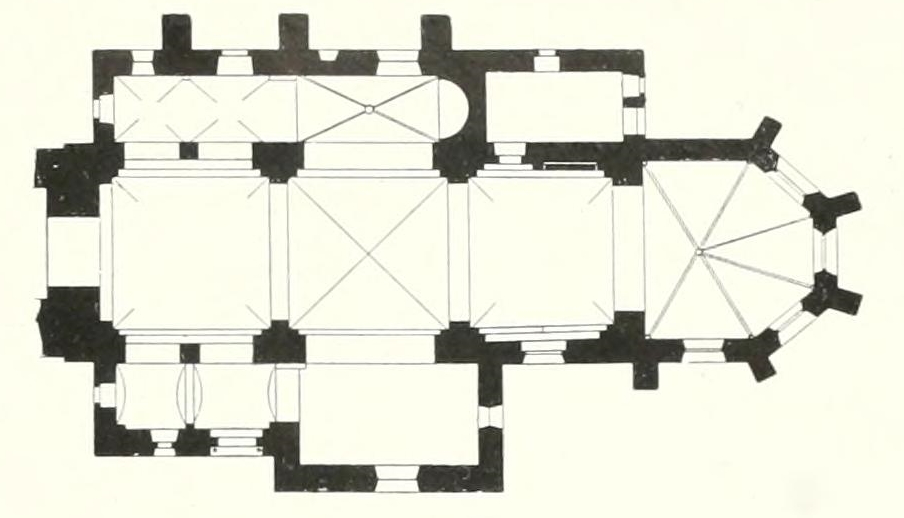
Grundriss vor der Erweiterung 1905

Die St.-Vinzentius-Kirche ist eine evangelische Kirche im Bochumer Stadtteil Harpen, deren Ursprünge in das Jahr 1000 zurückreichen. Auf das hohe Alter der Kirche weist das Fragment eines alten Grabsteins hin; er ist Zeuge für den Tod des Laienbruders Ludolf. Die Ornamentik und Buchstabenform der Inschrift werden auf das Jahr 1000 bis 1050 datiert. Die Kirche unterstand dem Kloster Werden. Namenspatron ist Vinzentius, Diakon bei dem spanischen Bischof von Saragossa, der während der letzten großen römischen Christenverfolgung unter Diokletian im Jahr 304 als Märtyrer starb. St. Vinzentius ist dargestellt in einer Skulptur (Baumberger Sandstein) aus dem Jahr 1470.
Die Altarplatte der Vorkirche entstand um 1000, der Taufstein 1050, die Sakramentsnische um 1300, das Dreikönigsrelief um 1400. Der Barockaltar stammt aus dem Jahre 1699. Das Zwillingsgeläut ist im Halbton-Abstand gestimmt: die Vinzentiusgocke (Ton fis) wurde 1483 und die Mariaglocke (Ton f) im Jahr 1484 von Johann von Dortmund gegossen. Johann von Tremoniae, wie er sich später nannte, war ein berühmter Glockengießer am Ausgang des Mittelalters. Seit 1567 ist die Kirche im Eigentum der Evangelischen Kirchengemeinde Harpen. Den Anbau 1905/06 leitete der Architekt Gerhard August Fischer. Eine Besonderheit aus der Neuzeit sind vier Bergmannsfenster (eine Stiftung der Harpener Bergbau AG), entworfen 1942/43 von der Berliner Künstlerin Helene Stark und ausgeführt von der Glaswerkstatt August Wagner, Berlin. In diesen Glasfenstern wird die Arbeitswelt der Kumpel ins Bild gesetzt.